# سلامة القس
سلامة القس جارية الخليفة يزيد بن عبد الملك شغف بها عبد الرحمن الجشمي، الملقب بالقس، لكثرة عبادته، وكان تابعياً، فنسبت إليه. اشتراها يزيد بن عبد الملك ثلاثة آلاف دينار، فانتقلت إلى بلاطه. كان يفضل عليها حبابة. لها شعر في رثاء يزيد وقد أدركت أيام ابنه الوليد، وتوفيت بدمشق.

## السيرة الذاتية
كانت سلامة مولدة من قيان سهيل من بني زهرة ومن مولدات المدينة وبها نشأت. وأخذت الغناء عن معبد وابن عائشة وجميلة ومالك بن أبي السمح وذويهم فمهرت. وإنما سميت سلامة القس لأن رجلاً يعرف بعبد الرحمن بن أبي عمار الجشمي من قراء أهل مكة، وكان يلقب بالقس لعبادته، شغف بها وشهر، فغلب عليها لقبه. واشتراها يزيد بن عبد الملك في خلافة سليمان، وعاشت بعده، وكانت إحدى من اتهم به الوليد من جواري أبيه حين قال له قتلته: ننقم عليك أنك تطأ جواري أبيك.
كانت حبابة وسلامة قينتين بالمدينة، أما سلامة فكانت لسهيل بن عبد الرحمن، ولها يقول ابن قيس الرقيات:

لقد فتنت ريا وسلامة القسـَّا
...فلم يتركا للقس عقلا ولا نفسا

فتاتان أما منهما فشبيهة الـ
...هلال وأخرى منهما تشبه الشمسا

...تكنان أبشارا رقاقا وأوجهاً
....عتاقاً وأطرافاً مخضبة مـُلسا

## أيامها الأخيرة
كان يزيد مفتونا بحبابة، ولم يستطع العيش بعد وفاتها طويلا. وقد رثته سلامة وهي تنوح عليه بهذه الأبيات:
لا تلوما أن خشعنا*** أو هممنا بخشوع

قد لعمري بت ليلى*** كأخي الداء الوجيع

كلما أبصرت ربعا***خاليا فاضت دموعي

قد خلا من سيد*** كان لنا غير مضيع
فأثّرت هذه المرثية في النفوس، وذرفت العيون دموعها، ولم يكن أحد قد سمع بأحسن وأشجى من ذلك.
وطلب الوليد بن يزيد إلى سلاّمة، وألحف في طلبه، أن تغنيه شعرها في أبيه. ولما غنته، وكانت عيناه تدمعان وهي تنتفض من ذلك، قال لها: «لست أدري، يا سلامة، بم كان أبي، رحمه الله، يقدم حبّابة عليك. وإني أسأل الله، يا سلامة، أن يمد في أجلي ويمتعني بحسن غنائك»، فقالت هي «لا أدري والله سبب تقديم يزيد، أمير المؤمنين، حبابة علي» فقال الوليد «ذلك بما قسم الله لها». فقالت «أجل يا سيدي». وسمع اسحاق بن إبراهيم الموصلي نوح سلاّمة على اليزيد، والشعر للأحوص والنغم لمعبد، فاستحسنه وراح يردده ويلهج به، ويترنم به حتى حذقه. ومرت الأيام والسنين، ومات الرشيد. فأوفدت أم جعفر رسولا لها إلى اسحاق تأمره بالحضور. فسار إليها، فبعثت إليه تقول إنها تريد منه أبياتا رقيقة يصنعها لها لتنوح بها بها على الرشيد في ذلك الليل، هي وبنات الخلفاء، وبنات هاشم، وقد اجتمعن عندها.
وجلس إسحاق يعمل فكره ويجهد قريحته دون أن يستطيع الإتيان بشيء. وكانت أم جعفر تستحثه. وسرعان ما ذكر نوح سلاّمة الذي حفظه من قبل، وبعثت إليه بكنيزة ليطارحها الصوت فتطارحه هي بدورها أم جعفر. وتناولت كنيزة العود وأخذت في الغناء بعد أن ردده عليها إسحاق. ولما حذقته دخلت على أم جعفر فطارحتها إياه. وكانت جائزة اسحاق مئة ألف درهم ومئة ثوب.

## في الإعلام والثقافة
ظهرت شخصية «سلامة» في الأعمال الفنية عدة مرات، مرة عام 1942 عندما أدت دورها المطربة أم كلثوم في فيلم سلامة ، كذلك ريهام عبد الحكيم في مسلسل الحسن البصري عام 2000.